# 西村野歩子
西村 野歩子（にしむら のぶこ、12月3日 - ）は、日本の女性声優。大阪府出身。プロダクション・エース所属。

## 人物
趣味は映画舞台鑑賞、特技はものまね。資格は登録販売者資格。方言は関西弁。

## 出演作品

### ゲーム
2006年
- アラド戦記

2014年
- LEGO バットマン3 ザ・ゲーム ゴッサムから宇宙へ

2015年
- アサシン クリード シンジケート
- コール オブ デューティ ブラックオプス3
- Fallout 4
- レインボーシックス シージ（カヴェイラ）

2016年
- ジャストコーズ3
- ディビジョン
- HOMEFRONT the Revolution
- LEGO マーベル アベンジャーズ

### 吹き替え

#### 映画
- 映画 真・三國無双（鋳剣砦の主〈カリーナ・ラウ〉[2]）
- NSFW 絶対消去（サラ）
- MI5:消された機密ファイル（アンシア）
- キックボクサー リジェネレーション（マルシア〈ジーナ・カラーノ〉）
- ゴーストライター（アメリア〈キム・キャトラル〉）
- 声をかくす人（メアリー〈ロビン・ライト〉）
- 新感染半島 ファイナル・ステージ（ドンファン〈ムン・ウジン〉[3]）
- 人生、サイコー!
- 心霊ドクターと消された記憶（バーバラ・ヘニング 〈ロビン・マクリーヴィー〉）
- SEXテープ（テス〈エリー・ケンパー〉）
- ソング・トゥ・ソング（アマンダ〈ケイト・ブランシェット〉）
- 奪還者（ドット）
- チャイルド44森に消えた子供たち（ニーナ）
- 沈黙の刻（ゼメンコ）
- 沈黙の魂（ゼメンコ）
- バーニング・ブラット（アンジュラ〈ケイトリン・キーツ〉）
- パニック・スカイ フライト411 絶体絶命
- 101日（ヘレナ）
- プリデスティネーション（ベス）
- ポルターガイスト（不動産業者）
- マイ・ブラザー 哀しみの銃弾（マリー）
- モーガン プロトタイプL-9（キャシー・グリーフ博士〈ジェニファー・ジェイソン・リー〉）
- ラ・ラ・ランド
- ラン・オールナイト（ローズ）
- レッド・バレッツ（ヘレン）
- レッド・リベンジ（アマンダ）

#### ドラマ
- 蒼のピアニスト
- アフェア 情事の行方
- 輝くか、狙うか（グムソン）
- キャッスル 〜ミステリー作家は事件がお好き6
- 救命医ハンク4
- THE KILLING/キリング3（ダネット）
- CSI:サイバー
- ジェーン・ザ・ヴァージン（アンジェリック）
- シカゴ P.D.（トルーディ・プラット〈エイミー・モートン〉、ジュリー・“ジュールズ”・ウィルハイト〈メリッサ・サージミラー〉）
- シカゴ・ファイア（レネー・ロイス、トルーディ・プラット 他）
- ジャーナリスト事件簿〜匿名の影〜（インゲル・マリエ・ステフェンセン）
- スキャンダル 託された秘密2
- センス8（ジャネット）
- 逃亡者 デッドエンド
- TRUE JUSTICE（ゼメンコ〈エミリー・ウレラップ〉）
- Dr.HOUSE8
- トランスペアレント（シド）
- ナルコス（ナンシー・レーガン）
- ハウス・オブ・カード 野望の階段
- ビリオンズ（シャリ）
- ブロードチャーチ〜殺意の町〜（カレン・ホワイト）※DVD版
- HOMELAND5（ローラ・サットン）
- マンハッタンに恋をして 〜キャリーの日記〜2（ジニー）
- ラスト・キングダム（ヒルド）
- ロー&オーダー
- LAW & ORDER:UK3
- 私はラブ・リーガル4

#### アニメ
- モンスター・ハイ（クレオ・デ・ナイル）

### ナレーション
- ボリショイサーカス

### ボイスオーバー
- カー・SOS蘇れ!思い出の名車4
- ダーク・シークレット
- メガ・エアポート
- ワイルドガボン